# Svenska Finlands Sportskytteförbund
Svenska Finlands Sportskytteförbund (SFS) r.f., är ett svenskspråkigt specialidrottsförbund som bedriver sportskytte i Finland. Förbundet grundades år 1921, och har till uppgift att främja och administrera verksamheten i de lokala svenskspråkiga skytteföreningarna i Finlands svenskbygder. Svenska Finlands Sportskytteförbund har sitt huvudsäte i Helsingfors. 
SFS har nära samverkansformer med dess finskspråkiga motsvarighet, Suomen Ampujainliitto (SAL). Enligt det samarbetsavtal som skrevs 1994 mellan SFS och SAL vidmakthåller SFS sin status som självständigt förbund och alla medlemsföreningar ingår i SAL som fullvärdiga medlemmar.
Svenska Finlands Sportskytteförbund består i detta nu (2016) av 17 skytteföreningar med totalt cirka 3 500 medlemmar.
Anslutna föreningar
| - Borgå Skyttar-Porvoon Ampujat - Esbo Skytteförening - Flyktskytteklubben - Helsinge Skyttegille - Helsingfors Skytteförening - Jakobstad Skytteförening - Korsnäs Skytteförening - Kyrkslätt Skytteförening - Närpes Skytteklubb |  | - Petalax Skytteförening - Pargas Skyttar-Paraisten Ampujat - Raseborgs Skyttar - Skytteklubben Blinken - Sibbo Skyttegille - Skatila Skytteförening - Vasa Skyttegille-Vaasan Ampujat - Ålands Sportskytteförening |

Skyttegrenar
- Gevär
- Pistol
- Lerduveskytte  (Hagel)
- Viltmål (Rörligt mål)

Dessutom bedrivs inom en sektion ungdoms- och juniorverksamhet.

## Historia
De första finlandssvenska skytteföreningarna började bildas redan i början av 1900-talet. Svenska Finlands Sportskytteförbund  grundades 1921 (registrerades den 25 oktober 1922) under namnet Svenska Finlands Skytteförbund. Läraren Oscar Rosenqvist valdes till förbundets förste ordförande. 2009 ändrades förbundets namn till nuvarande namnet Svenska Finlands Sportskytteförbund. Wasa Skyttegille (nuvarande Vasa Skyttegille - Vaasan Ampujat) och Esbo Skytteförening är två av de äldsta föreningarna inom förbundet. 
Finlandssvenska skyttars insatser i Finlands idrottshistoria representerar några lysande bragder. Finlandssvensken Sven-Oskar Lindgren är till exempel ännu i dag den enda finländska skytt, som har blivit världsmästare på tre olika skytteredskap. Han blev, inte mindre än, nio gånger världsmästare i skytte. 

## Ordförande & verksamhetsledare
Svenska Finlands Sportskytteförbunds nuvarande (år 2016) ordförande är Georg-Peter Björkqvist och verksamhetsledare är Rabbe Österlund . 
Ordföranden genom åren
| Oscar Rosenqvist       | 1921 – 1929 |
| Harald Åkerman         | 1930 – 1939 |
| Finn Feiring           | 1940 – 1947 |
| Victor Bruun           | 1948 – 1949 |
| Henrik Höijer          | 1950 – 1952 |
| Waldemat Terichoff     | 1953 – 1957 |
| Arnold Rosenqvist      | 1958 – 1964 |
| Per-Olof Löfgren       | 1965 – 1976 |
| Berndt Böckelman       | 1977 – 1980 |
| Karl Aspelin           | 1981 – 1989 |
| Harry Wahlman          | 1990 – 1995 |
| Christian Elfving      | 1996 – 2002 |
| Christian von Schantz  | 2003 – 2009 |
| Teddy Bergqvist        | 2010 – 2011 |
| Georg-Peter Björkqvist | 2012 –      |